# Núi Sinabung
Núi Sinabung (tiếng Indonesia: Gunung Sinabung) là một núi lửa tầng được hình thành trong Pleistocen-Holocen có thành phần andesit và dacit ở cao nguyên của Karo Regency Karo, Bắc Sumatra, Indonesia. Đỉnh Sinabung có độ cao 2.460m, cư ly cách thành phố Medan trên đảo Sumatra khoảng 60 km về phía tây nam
Nhiều dòng dung nham trên hai sườn được hình thành từ lần phun trào gần nhất năm 1600. Các hoạt động phun khí (các vết nứt thoát ra hơi nước, khí và dung nham) đã được nhìn thấy lần cuối tại đỉnh vào năm 1912, nhưng không có tài liệu ghi nhận các sự kiện khác đã xảy ra cho đến khi phun trào trong vào ngày 29 tháng 8 năm 2010.
Sáng sớm ngày 29/8, miệng núi lửa này thổi cát và tro bụi vào không khí, tạo thành một cột bụi có độ cao khoảng 1.500 m. Dung nham chỉ chảy gần miệng núi lửa này. 
Chính quyền địa phương đã thực hiện chiến dịch sơ tán người dân sống gần núi lửa Sinabung từ ngày 27/8, ngay sau khi người ta phát hiện những dấu hiệu phun trào của nó. Khoảng 10.000 người được đưa tới các tòa nhà chính quyền, thánh đường và trung tâm dành cho người sơ tán tại hai thành phố toạ lạc gần núi lửa.